# Димитър Пенчев
 Тази статия е за българския общественик.  За политика вижте Димитър Пенчев (политик).  
Димитър (Митко) Петров Пенчев е български общественик, деец на македонското освободително движение.

## Биография
Роден е във Варна и брат на видния деец на ВМОРО Петко Пенчев. Влиза във ВМРО, но злоупотребява с организационни средства и е преследван от организацията. Емигрира във Виена, където става агент на Коминтерна. Сближава се с Петър Чаулев и участва във Виенските преговори, довели до подписването на Майския манифест през 1924 година.